# Pont couvert Lancaster
Pour les articles homonymes, voir Lancaster.
Le pont couvert Lancaster (en anglais : Lancaster Covered Bridge) est un pont couvert américain dans le comté de Carroll, dans l'Indiana. Construit en 1872, ce pont routier sur la Wildcat Creek est inscrit au Registre national des lieux historiques depuis le 2 mars 2021.